# Еванс Кангва
Еванс Кангва(англ. Evans Kangwa, нар. 9 жовтня 1992, Касама, Замбія) — замбійський футболіст, нападник тульського «Арсенала» і збірної Замбії.

## Кар'єра

### Клубна
Футбольну кар'єру Еванс Кангва починав у місцевому клубі «Нкана» у 2010 році. За два роки нападник проходив оглядини в англійському клубі «Вотфорд». Але футболіст так і не зумів закріпитися в команді.
У 2014 році Кангва на правах оренди приєднався до ізраїльського клубу «Хапоель» (Раанана). Через рік клуб запропонував нападнику повноцінний контракт.
Ще один сезон Кангва відіграв у складі турецького клубу «Газіантепспор».
У серпні 2017 року замбійський нападник уклав угоди з російським клубом «Арсенал» (Тула).

### Збірна
У листопаді 2011 року у товариському матчі проти команди Індії Еванс Кангва дебютував у національній команді Замбії.
Футболіста було включено до списку гравців збірної на Кубок африканських націй 2012, який став переможним для команди Замбії. Але сам Кангва на турнірі не зіграв жодної гри. Також Кангва брав участь у турнірі КАН-2015.

## Досягнення
Клубні
Нкана
- Чемпіон Замбії — 2013[9]

Збірна
- Переможець Кубка африканських націй — 2012[9]

## Особисте життя
Молодший брат Еванса Кінгс Кангва також футболіст і разом з братом грає у складі тульського «Арсенала».